# Коррансон-ан-Веркор
Коррансон-ан-Веркор (фр. Corrençon-en-Vercors) — коммуна во Франции, находится в регионе Рона — Альпы. Департамент коммуны — Изер. Входит в состав кантона Виллар-де-Лан. Округ коммуны — Гренобль.
Код INSEE коммуны — 38129. Население коммуны на 2007 год составляло 364 человека. Населённый пункт находится на высоте от 1 055 до 2 286 метров над уровнем моря. Муниципалитет расположен на расстоянии около 490 км юго-восточнее Парижа, 100 км юго-восточнее Лиона, 24 км юго-западнее Гренобля. Мэр коммуны — Gérard Sauvajon, мандат действует на протяжении 2008—2014 гг.
Динамика населения (INSEE):